# 파미르 제어

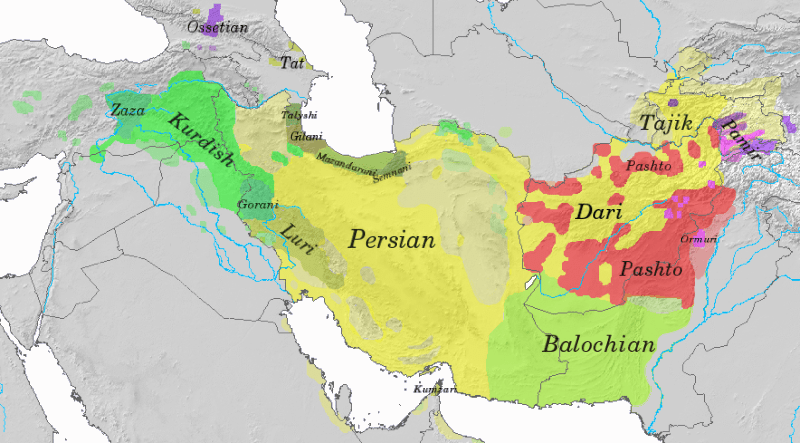
이란어군의 여러 언어 분포. 가장 동쪽에 위치한 어군이 파미르 제어

파미르 제어(영어: Pamir languages)은 동부 이란어군의 지리적 집단이다. 아프가니스탄의 바다흐샨주, 타지키스탄의 고르노바다흐샨 자치주, 신장 위구르 자치구의 타슈쿠르간 타지크 자치현에서 사용된다. 파미르 제어 사용자를 파미르인이라고 한다.

## 분류
이란어군 내에서 이들의 계통적 위치는 불명확하나, 크게 4가지의 그룹으로 나누어질 수 있다.
- 슈그니어(Shughni), 사리콜리어(Sarikoli), 야즈굴럄어(Yazgulyam)
- 문지어(Munji), 이드가어(Yidgha)
- 상글레치어(Sanglechi), 이슈카시미어(Ishkashimi)
- 와키어(Wakhi)

지리적 분포상 많은 파미르인들은 타지크어를 함께 구사하기도 하는데, 파미르 제어는 서부 이란어군에 속하는 타지크어보다는 동부 이란어군의 유일한 친연 언어인 파슈툰어와 더 가깝다.

## 같이 보기
- 와한